# عرقون أشعر
عرقون أشعر (الاسم العلمي:Euphrasia hirsuta) هو نوع غير مؤكد من النباتات يتبع جنس العرقون من الفصيلة الهالوكية.